# Стефан Марков (политик)
Стефан Марчев Марков е български общественик, предприемач и общински съветник в Столичен общински съвет. Най-младият общински съветник в мандат 2015 – 2019. Заема поста председател на Комисията по Финанси и бюджет към Столичен общински съвет и председател на Съвета за управление на Столичния общински приватизационен фонд.

## Биография
Роден е на 4 август 1990 година в гр. Варна. Завършва 12 СУ „Цар Иван Асен II“ с изучаване на гръцки език през 2009 г.
През 2017 г. завършва социални дейности в Софийския университет „Св. Климент Охридски“.
През 2018 г. завършва магистратура по икономика със специалност „Енергиен бизнес“ в Университета по национално и световно стопанство с отличен успех. /УНСС/
През 2020 г. завършва втора магистратура по икономика със специалност "Транспортен мениджмънт" в Университета по национално и световно стопанство /УНСС/
Предприемач. Работи в сферата на частния бизнес.
От 2012 г. до момента е основател и управляващ съдружник в компании в сферата на уеб решения, консултантски услуги, реклама, транспорт и почистване. 
През 2019 г. е избран за общински съветник като част от гражданската квота в листата на ГЕРБ/СДС/ в София. 
Председател на постоянната комисия по Финанси и бюджет към СОС, член на постоянната комисия по Икономика, собственост и дигитална трансформация, както и на постоянната комисия по устройство на територията, архитектура и жилищна политика.
Председател на Съвета за управление на Специализирания общински приватизационен фонд (СУСОПФ).

## Обществена дейност
През 2014 г. Марков и екип от млади ентусиасти създават първата в България онлайн платформа за промяна в конституцията – Konstitucia.bg. През 2015 е избран единодушно за Председател на управителния съвет на Сдружение „ГЕНЕРАЦИЯ ДЕМОКРАЦИЯ“, в чието портфолио попадат множество онлайн проекти в посока развитие на онлайн демокрацията и публичността на процесите в София и България.
През 2016 г. е инициатор на първите по рода си „месечни градски срещи“, провеждани във всички райони на София под мотото „СОФИЯ МОЖЕ ПОВЕЧЕ“. Всеки месец Марков организира среща-дискусия в сградите на районните администрации в различните райони и кани граждани за обсъждане на актуални теми и отговори на въпроси.
През 2017 г. създава първото по рода си онлайн предаване за столицата „100лица за столицата“. Първи негов гост за празника на София е кметът Йорданка Фандъкова, след което гостуват главният архитект и други обществени личности, политици и граждани с отношения към града.
В края на 2017 г. стартира едноименната платформа „Детски Площадки“ заедно с гражданската инициатива „За безопасни детски площадки“, създавайки – DetskiPloshtadki.bg, където всеки гражданин може да подаде сигнал за опасна площадка или просто да открие най-близката до него и детето му.
През 2018 г. работи усилено върху проблемите на град София, като е съвносител на редица доклади в областта на транспорта, културата и младежките дейности. Активен участник е във всички актуални теми, касаещи Столичен общински съвет и Столична община, търсейки диалог, баланс и абстрахирайки се от политическото говорене.

## Спорт
Като ученик е национален състезател по хокей на трева. Сребърен и бронзов медалист на европейски и балкански първенства.

## Бизнес
Стефан Марков се занимава с частен бизнес. Основава първата си компания през 2012 година. Компаниите, в които участва са в сферата на уеб решения, програмиране и онлайн бизнес, почистване, транспортни услуги и консултантска дейност.
Участвайки в официална бизнес делегация в Катар през 2014 г, водена от президента Плевнелиев, предлага на катарския бизнес форум иновативна технология, свързана с една от дейностите на представлявана от Марков компания, която се развива и на българския пазар. След завършване на бизнес-форума катарските инвеститори и търговската камара на Катар заявяват официално интерес към внос на агнешко месо от български производители, изворна вода Бачково и изграждане на общ проект за иновативно почистване в сферата на автомобилите между българската и катарски компании.

## Политическа дейност
През 2015 г. е избран за общински съветник към Столичен общински съвет с 975 преференции, като по този начин размества първоначалната листа на Реформаторски блок и от неизбираемото 12-о място, той се подрежда на 8-о и така е 1 от 11-те общински съветника в мандат 2015 – 2019 на десните в София.  В мандат 2015-2019 е член на комисиите по Финанси и бюджет, Опазване на околната среда, Земеделие и гори, както и на Устройство на територията, архитектура, жилищна политика и достъпна среда, както и от Столичната общинска агенция за приватизация и инвестиции (СОАПИ).
Член е на множество временни комисии и комитети по наблюдение в сферата на транспорта, жилищната политика на Столична община и др.
В периода 2015 – 2017 е идеен създател и председател на Младежката организация на Движение „България на гражданите“.
През септември 2017 година подава отвод, след като е номиниран за председател на ДБГ.
Октомври 2017 подава оставка, като председател на Младежкото ДБГ, като обявява, че младите трябва да дават път на младите и новият председател има право на негов екип.
През лятото на 2018 г. напуска Движение „България на гражданите“, тъй като решава да преустанови партийните активности и да се отдаде на обществена дейност, свързана с работата му в Столична община.